# Koungour
Koungour (en russe : Кунгур) est une ville du kraï de Perm, en Russie, et le centre administratif du raïon Koungourski. Sa population s'élevait à 62 173 habitants en 2023.

## Géographie
La ville se trouve sur les contreforts occidentaux de l'Oural. Elle est située au bord de la rivière Sylva qui fait partie du bassin de la Kama. Koungour se trouve à 76 km au sud-est de Perm et à 1 194 km au sud-est de Moscou. La ville constitue le dernier arrêt sur le chemin de fer Transsibérien avant de pénétrer dans la partie asiatique de la Russie.

## Histoire

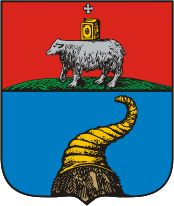
Blason de 1783.

Koungour a été fondée une première fois en 1648 par des serfs. En 1662, la localité est prise et incendiée par les troupes tatares et bachkires venues des régions voisines. Les survivants rebâtissent en 1663 leur cité à 17 km de son emplacement initial sur une colline bénéficiant de défenses naturelles au bord de la rivière Sylva. À la fin du XVIIe siècle, Koungour, qui bénéficie de sa position aux portes de la Sibérie, compte 3 000 habitants et 227 marchands. Au milieu du XVIIIe siècle, l'importance de la localité croît encore lorsque des circuits commerciaux réguliers se mettent en place entre l'Europe et la Sibérie. Des tanneries s'y établissent et les produits de Koungour sont bientôt reconnus. Une foire importante se tient périodiquement. En 1774, elle résiste au siège des troupes de Pougatchev. Koungour acquiert le statut de ville en 1781.

## Population
Recensements (*) ou estimations de la population
| 1856  | 1897*  | 1926*  | 1939*  | 1959*  | 1970*  |
| ----- | ------ | ------ | ------ | ------ | ------ |
| 9 900 | 14 295 | 20 528 | 36 296 | 64 796 | 74 488 |

| 1979*  | 1989*  | 2002*  | 2010*  | 2012   | 2013   |
| ------ | ------ | ------ | ------ | ------ | ------ |
| 80 143 | 81 402 | 68 943 | 66 074 | 66 316 | 66 478 |

## Économie
Au XXe siècle, des industries de machine-outils, de produits alimentaires et de textile ont été implantées à Koungour. La fabrication de chaussures continue aujourd'hui à avoir une place importante dans l'économie de Koungour.

## Transports
La ville est desservie par le chemin de fer Transsibérien et se trouve au kilomètre 1535 depuis Moscou.

## Patrimoine

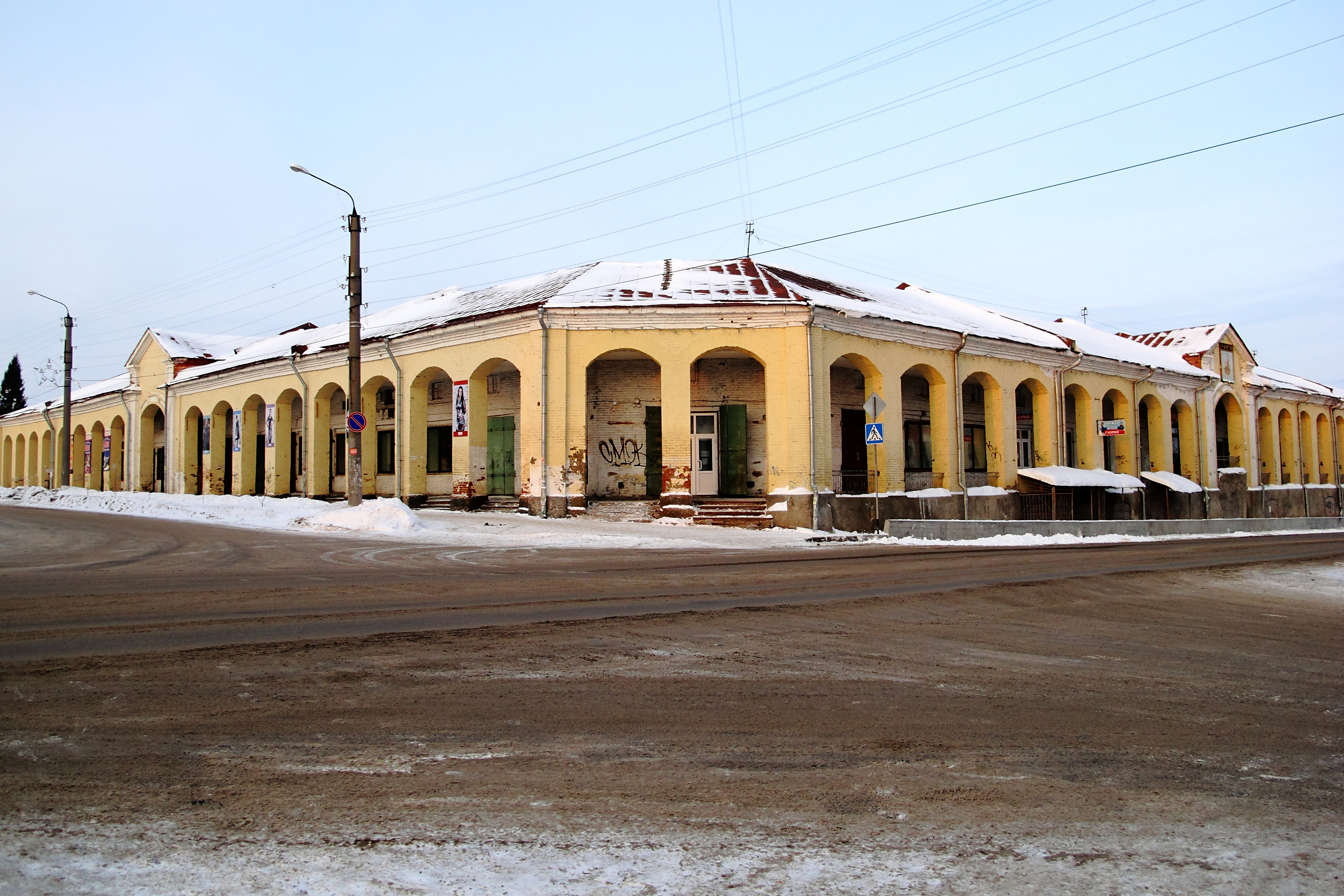
Le Gostiny dvor (marché couvert) de Koungour.

Le centre ville conserve de nombreuses maisons datant des XVIIIe et XIXe siècles.
Dans les environs se trouve un réseau de grottes taillées dans la roche calcaire par l'action de l'eau et comportant plus de 5 600 mètres de galeries explorées.